# Ernst Auby
Ernst Ivar Auby, född 6 juli 1895 i Ripsa församling i Södermanlands län, död 28 december 1968 i Frösunda, Stockholms län, var en svensk arkitekt.

## Biografi

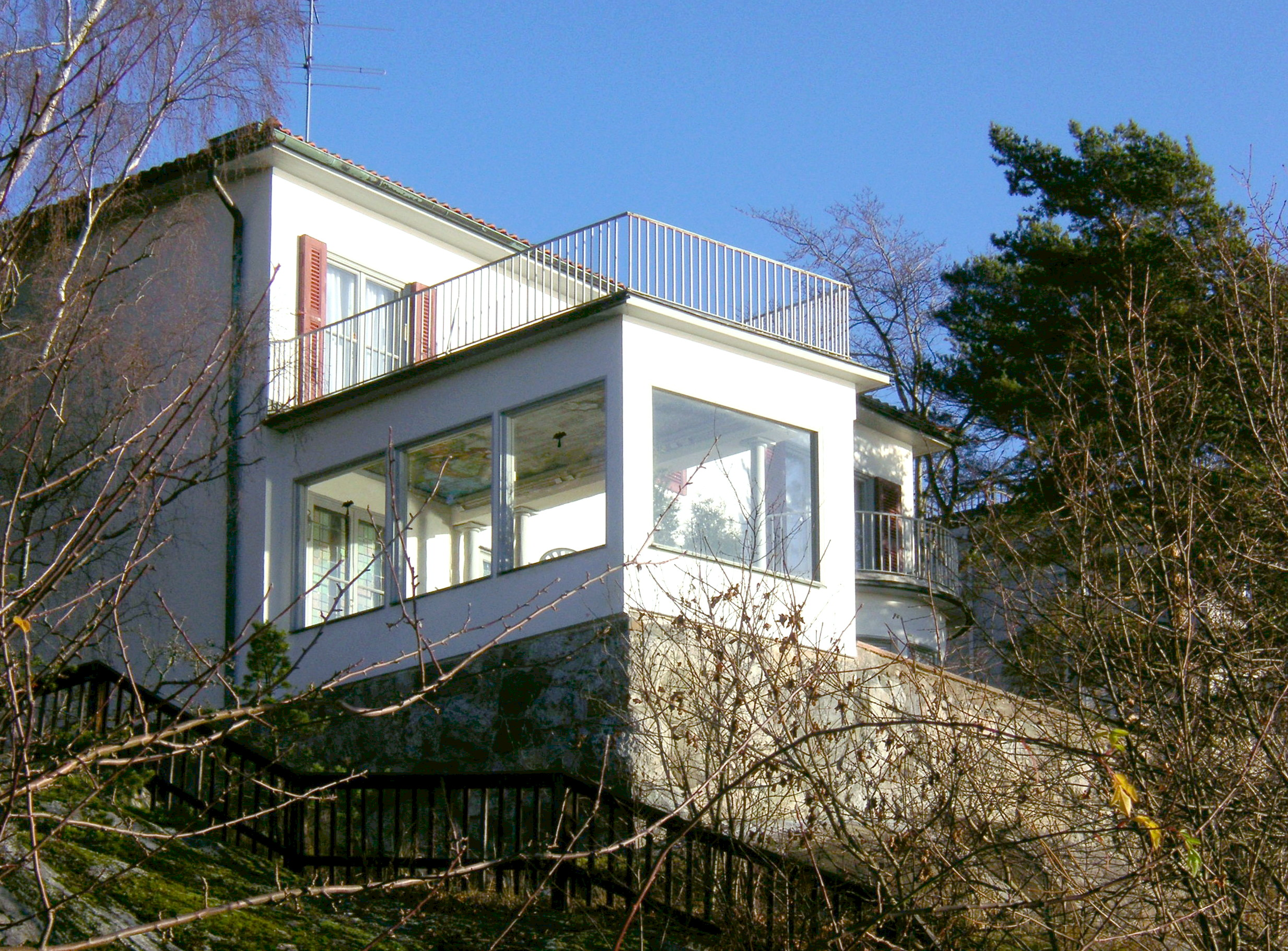
Villa på Stenkullavägen 32, Stora Essingen, november 2005.

Auby, som var son till lantbrukare Anders Andersson och Anna Berg, utexaminerades från Kungliga Tekniska högskolan 1929. Han anställdes vid Stockholms stads lantegendomsnämnd 1917, vid Stockholms Kooperativa Bostadsförening 1918, på Berglunds byggnadsbyrå 1919 och på Erik Lallerstedts arkitektkontor 1924. Han var därefter chef för Samfundet för hembygdsvård. Han var lärare på Stockholms tekniska institut och föreståndare för dess husbyggnadsavdelning 1932–1961 och bedrev egen arkitektverksamhet från 1932. 
Auby utgav kompendier i husbyggnadsteknik och materiallära (för Nordiska korrespondensinstitutet och Stockholms tekniska institut). Under lång tid samarbetade han med Erik Lundberg och restaurerade ett stort antal kyrkor och slott i Mellansverige. Han ritade bland annat Nornäs kapell (1965) och flertalet anläggningar för Svenska Turistföreningen. På Stora Essingen gestaltade han villan Stenkulla 4 (Stenkullavägen 32) i stram funktionalistisk stil, byggår 1929.
Ernst Auby är begravd på Bromma kyrkogård.